# Взаємодія дренажних виробок
Взаємоді́я дрена́жних ви́робок (рос. взаимодействие дренажных выработок, англ. interaction of drainage-workings, нім. Zusammenwirken n den Dränageort n) — у гірництві — взаємний вплив (інтерференція) водознижуючих виробок, яке виявляється або в зниженні дебітів (у порівнянні з дебітами окремих виробок) або в зниженні рівнів динамічних, або в одночасній зміні дебітів і рівнів.